# Mustafa Yücedağ
Mustafa Yücedağ (Gaziantep, 1966. április 25. – Zaandam, Hollandia, 2020. február 17.) válogatott török labdarúgó, középpályás.

## Pályafutása
1985–86-ban a holland Ajax, 1986 és 1988 között a PEC Zwolle labdarúgója volt. 1988 és 1990 között a Sarıyer, 1990 és 1992 között a Galatasaray, 1992-ben a Fenerbahçe, 1992–93-ban a Sarıyer csapatában szerepelt. 1993–94-ben a holland De Graafschap, 1994-ben a Gaziantepspor, 1994–95-ben ismét a Sarıyer játékosa volt.
1954 és 1958 között öt alkalommal szerepelt az olasz válogatottban.

## Sikerei, díjai
Galatasaray
- Török kupa (Türkiye Kupası)
  - győztes: 1991